# Colobothea aleata
Colobothea aleata är en skalbaggsart som beskrevs av Bates 1885. Colobothea aleata ingår i släktet Colobothea och familjen långhorningar.
Artens utbredningsområde är:
- Costa Rica.
- Honduras.
- Nicaragua.
- Panama.
- Venezuela.

Inga underarter finns listade i Catalogue of Life.